# La Grande
La Grande és una població dels Estats Units i seu del comtat d'Union a l'estat d'Oregon. Segons el cens del 2006 tenia 12.540 habitants.

## Demografia
Segons el cens del 2000, La Grande tenia 12.327 habitants, 5.124 habitatges, i 2.982 famílies. La densitat de població era de 1.094,1 habitants per km².
Dels 5.124 habitatges en un 28% hi vivien nens de menys de 18 anys, en un 45,1% hi vivien parelles casades, en un 9,6% dones solteres, i en un 41,8% no eren unitats familiars. En el 32,2% dels habitatges hi vivien persones soles el 12,6% de les quals corresponia a persones de 65 anys o més que vivien soles. El nombre mitjà de persones vivint en cada habitatge era de 2,32 i el nombre mitjà de persones que vivien en cada família era de 2,93.
Per edats la població es repartia de la següent manera: un 23,6% tenia menys de 18 anys, un 16,5% entre 18 i 24, un 23,9% entre 25 i 44, un 21,4% de 45 a 60 i un 14,6% 65 anys o més.
L'edat mediana era de 34 anys. Per cada 100 dones de 18 o més anys hi havia 88 homes.
La renda mediana per habitatge era de 31.576$ i la renda mediana per família de 40.508$. Els homes tenien una renda mediana de 32.746$ mentre que les dones 21.930$. La renda per capita de la població era de 16.550$. Aproximadament el 8,3% de les famílies i el 15,2% de la població estaven per davall del llindar de pobresa.

## Poblacions més properes
El següent diagrama mostra les poblacions més properes.